# Les Genoux cagneux
Pour plus de détails, voir Fiche technique et Distribution.
Les Genoux cagneux est un téléfilm français réalisé par Hervé Baslé. L'œuvre est une adaptation du roman éponyme de Francis Ryck et Marina Edo paru aux éditions Presses de la Cité le 1er mars 1990.

## Synopsis
Mathieu a dix ans, un appareil dentaire et une furieuse envie de s’amuser. Pas toujours facile lorsqu’on vit dans une petite station balnéaire et qu’on est le fils de l’entrepreneur des pompes funèbres. Tout est toujours pareil : l’école, la plage, les enterrements… Mais l’été, tout change avec l’arrivée des vacanciers. La vie de Mathieu s’accélère soudain. Il tombe amoureux de Marie, fait des projets de mariage et s'amuse beaucoup avec ses nouveaux copains. Ensemble, ils vont vivre des moments inoubliables ; certains « hilarants » ; d’autres douloureux. Car, comme dit Marie : « Ce n’est pas toujours très drôle d’être des enfants. »

## Fiche technique
- Réalisation : Hervé Baslé
- Scénario : Francis Ryck et Marina Edo
- Date de sortie : 19/12/1992 en France
- Production : FR3
- Chef Décorateur:Jean-Pierre Clech

## Distribution
- Thibaut Cornet : Mathieu
- Sabine Le Roc : Marie
- Jean-Pierre Bisson : le père de Mathieu
- Éléonore Hirt : la grand-mère de Mathieu
- Faye Gatteau : Dorothée
- Pierre-Alexis Hollenbeck : Julie
- Julien Boudon : Louis
- Jean-Michel Leray : David
- Joachim Mazeau : Philippe
- Charles-Robert Pestel : Marc
- Isabelle de Botton : Rose
- Bérangère Bonvoisin : Nadine
- Liliane Rovère : Martha
- Geneviève Mnich : la boulangère
- Nora Habib : la mère de Philippe

## Autour du film
- Le tournage a été tourné en décors naturels en Bretagne où une maison a été réaménagée pour le tournage.
- Le chef-peintre est Éric Lingansch.